# Jan Willem van der Wal
Jan Willem van der Wal is een Nederlands voormalig sportbestuurder en topfunctionaris. Van 1972 tot 1979 was hij voorzitter van voetbalclub PEC Zwolle.

## Loopbaan

### PEC Zwolle
In 1972 wordt Van der Wal de voorzitter van PEC Zwolle. Hij wordt aangesteld nadat de club een professionaliseringsfase doorging. In de periode 1974 tot 1981 wordt er dankzij het geld van de Slavenburg's bank enkele topspelers naar Zwolle gehaald, waaronder Rinus Israël, Henk Warnas en trainer Fritz Korbach. In 1979 wordt dan eindelijk zijn doel bereikt met de promotie naar de Eredivisie. Een faillissement dreigde na een claim van Crédit Lyonnais Bank Nederland van 650.000 gulden. Inmiddels was de schuld van de club al opgelopen naar 9 miljoen gulden. Na dit debacle moest Van der Wal de club verlaten.